# عادة (علم الاجتماع)
العادات في اللغة جمع عادة، وهو ما يعتاده الإنسان أي يعود آلية مراراً وتكراراً. وتمثل العادات النشاط البشري من طقوس أو تقاليد تستمد في أغلب الأحيان من فكر أو عقيدة المجتمع وتدخل العادات في كثير من مناحي الحياة مثل الفن والترفية والعلاقات بين الناس . وهذا العلم يعنى بالبحث في مجال التفسير الإجتماعى لتطور النظريات العلمية ومدى تقبل المجتمع لها، بالإشارة إلى أسلوب التنظير العلمى ونمطه الذي يعكس الصبغة السائدة في مجتمع ما. وهنا يأتى دور المعايير الثقافية والقيم السلوكية والعقائدية في التأثير على تحديد الإتجاهات العقلية، ومن بينها التفكير العلمى والفلسفى.

## سيكولوجياً
العادة نفسياً هي أنماط معتادة ومكتسبة ومتعلمة ومتكررة للفرد من السلوك، وتحدث ما قبل الشعور وليس بتفكير شعوري بشكل مباشر أو ملاحظ لأنها لا تلتقي مع تحليل الذات. التعود هو تعلم بعد فترة من التعرض لمثير معين.
وقد برزت العادة بشكل جيد في دراسات علم النفس الوظيفيون والبراغماتيون. والعادة تتطور بعمل النشاط عدة مرات؛ وأن الخلايا العصبية في الدماغ تخلق مسار ثابت صعب التغيير يجعلها تمر بسرعة عن القادح مثل مشاهدة التلفاز أو الأكل. وقد تأخذ العادة أياماً أو سنوات حتى يعتادها الفرد اعتماداً على تعقيدها.
يقول علماء النفس أن العادة تتكون من ثلاثة عناصر مرتبطة ببعضها البعض:
1. العنصر الأول: المعرفة (أي المعرفة النظرية بالشئ المطلوب عمله)
2. العنصر الثاني: الرغبة (أي توفر الدوافع والحوافز والميل النفسي لعمل هذا الشيء)
3. العنصر الثالث: المهارة (أي القدرة والتمكن من عمل هذا الشئ)

فإذا التقت هذه العناصر الثلاث في عمل من الأعمال فقد أصبح عادة، وإذا نقص واحد من هذه العناصر فإنه يحول دون التعود على العمل

## سوسيولوجيا
العادات والتقاليد الاجتماعية هي أنماط سلوكية تخص جماعة ما، حيث تتعلمها شفهياً من الجماعة السابقة مثل تقليد أو احتفال بعيد معين. قد تصبح بعض العادات في مجتمع معين جزءاً من القانون الرسمي، أو تؤثر على الدستور مثل عادة الجهة التي يجب على المركبات أن تسير عليها من الشارع. لا تكون العادات مكتوبة غالباً. والفرق بين العادات والتقاليد أن التقاليد تنشأ من تقليد جيل لجيل سبقه في شتى المجالات وبالحذافير، أما العادات فلا يشترط. وتؤدي العادات والتقاليد وظيفة اجتماعية إذ أنها تقوّي الروابط الاجتماعية والوحدة وتحيي المناسبات والأعياد أو الفولكلور.
وقد تكون العادات والتقاليد ضارة بالمجتمع مثل وأد البنات أو الذهاب للعرافين والمنجمين.

## اقرأ أيضاً
- شعبية
- معاصرة